# San Javier (kommunhuvudort i Argentina, Santa Fe)
San Javier är en kommunhuvudort i Argentina.   Den ligger i provinsen Santa Fe, i den centrala delen av landet, 500 km norr om huvudstaden Buenos Aires. San Javier ligger 27 meter över havet och antalet invånare är 15 606.
Terrängen runt San Javier är mycket platt.
Trakten runt San Javier består huvudsakligen av våtmarker. Runt San Javier är det mycket glesbefolkat, med 4 invånare per kvadratkilometer.